# NGC 1536
NGC 1536 је спирална галаксија у сазвежђу Мрежица која се налази на NGC листи објеката дубоког неба.
Деклинација објекта је - 56° 28' 57" а ректасцензија 4h 11m 0,2s. Привидна величина (магнитуда) објекта NGC 1536 износи 12,6 а фотографска магнитуда 13,3. Налази се на удаљености од 13,4000 милиона парсека од Сунца. NGC 1536 је још познат и под ознакама ESO 157-5, AM 0409-563, IRAS 04099-5636, PGC 14620.